# Xã Superior, Quận McPherson, Kansas
Xã Superior (tiếng Anh: Superior Township) là một xã thuộc quận McPherson, tiểu bang Kansas, Hoa Kỳ. Năm 2010, dân số của xã này là 1.740 người.